# Mariahilferkirche (Graz)

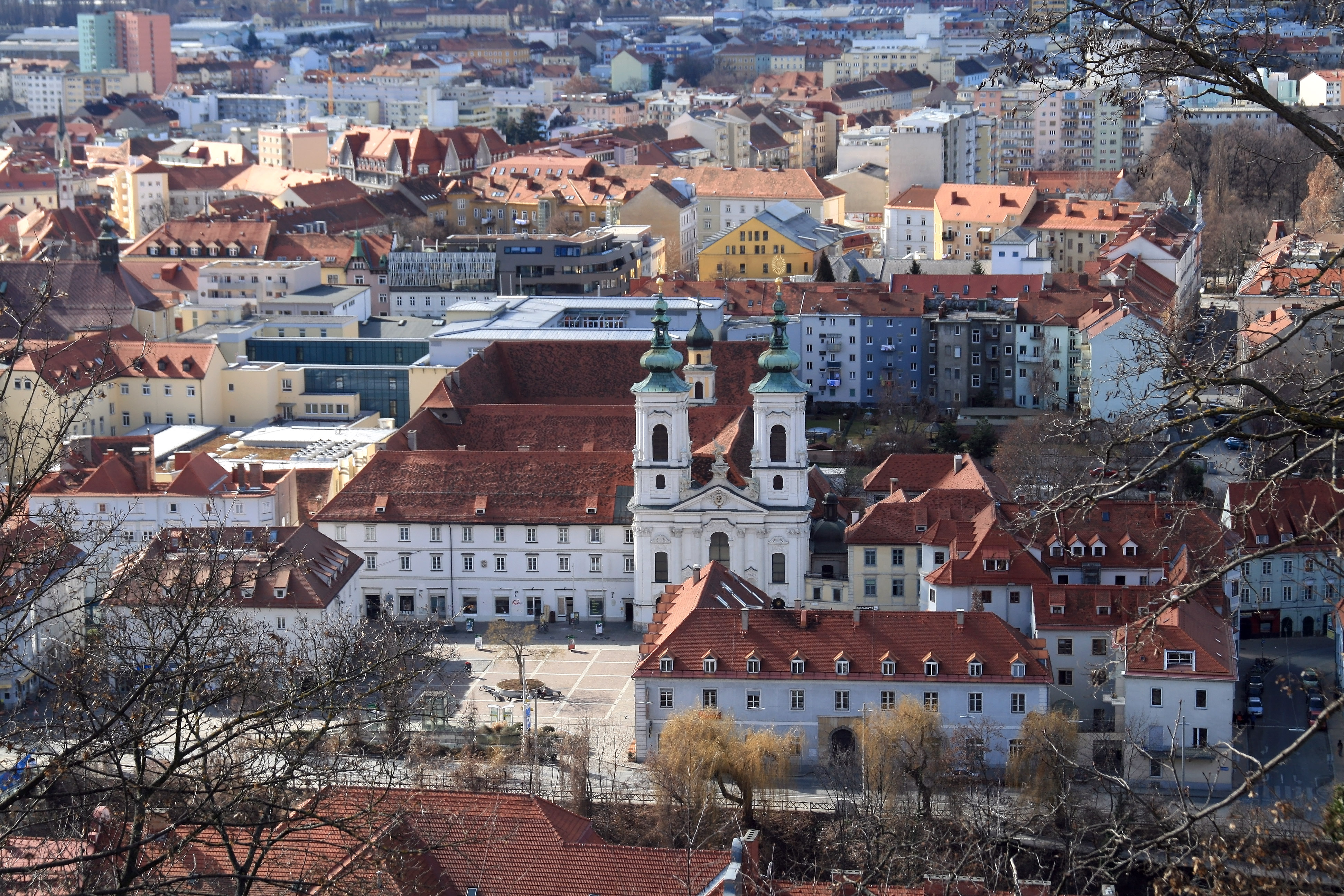
Mariahilfkirche und Minoritenkloster, vom Grazer Schloßberg aus gesehen

Die Kirche Mariahilf (Mariahilfkirche) in der steirischen Landeshauptstadt Graz ist eine Wallfahrtskirche und seit 1783 Pfarrkirche der Pfarre Graz-Mariahilf im Dekanat Graz-Mitte. An die Kirche angeschlossen ist das Minoritenkloster Graz.

## Geschichte und Gestaltung

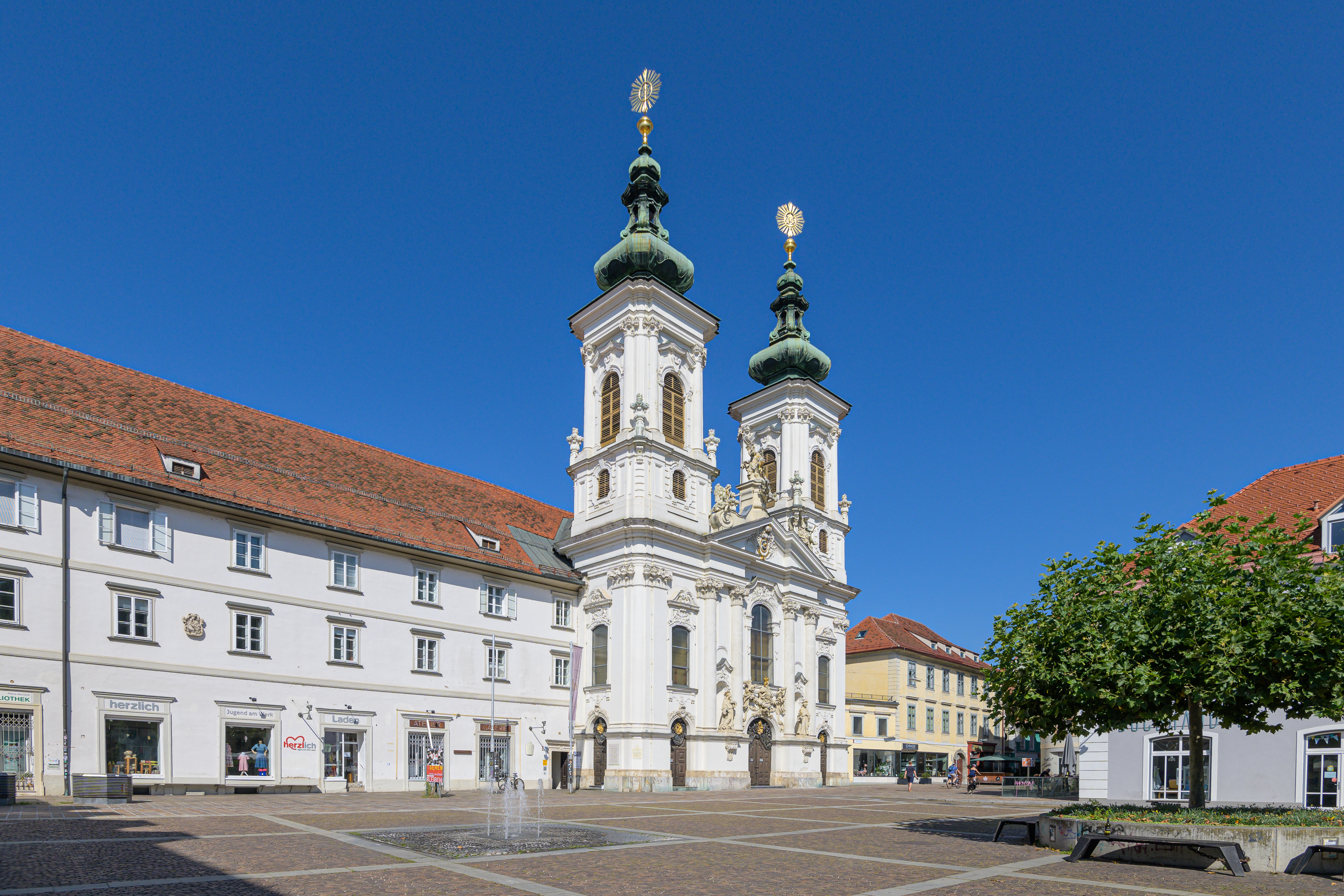
Mariahilfkirche (2023)

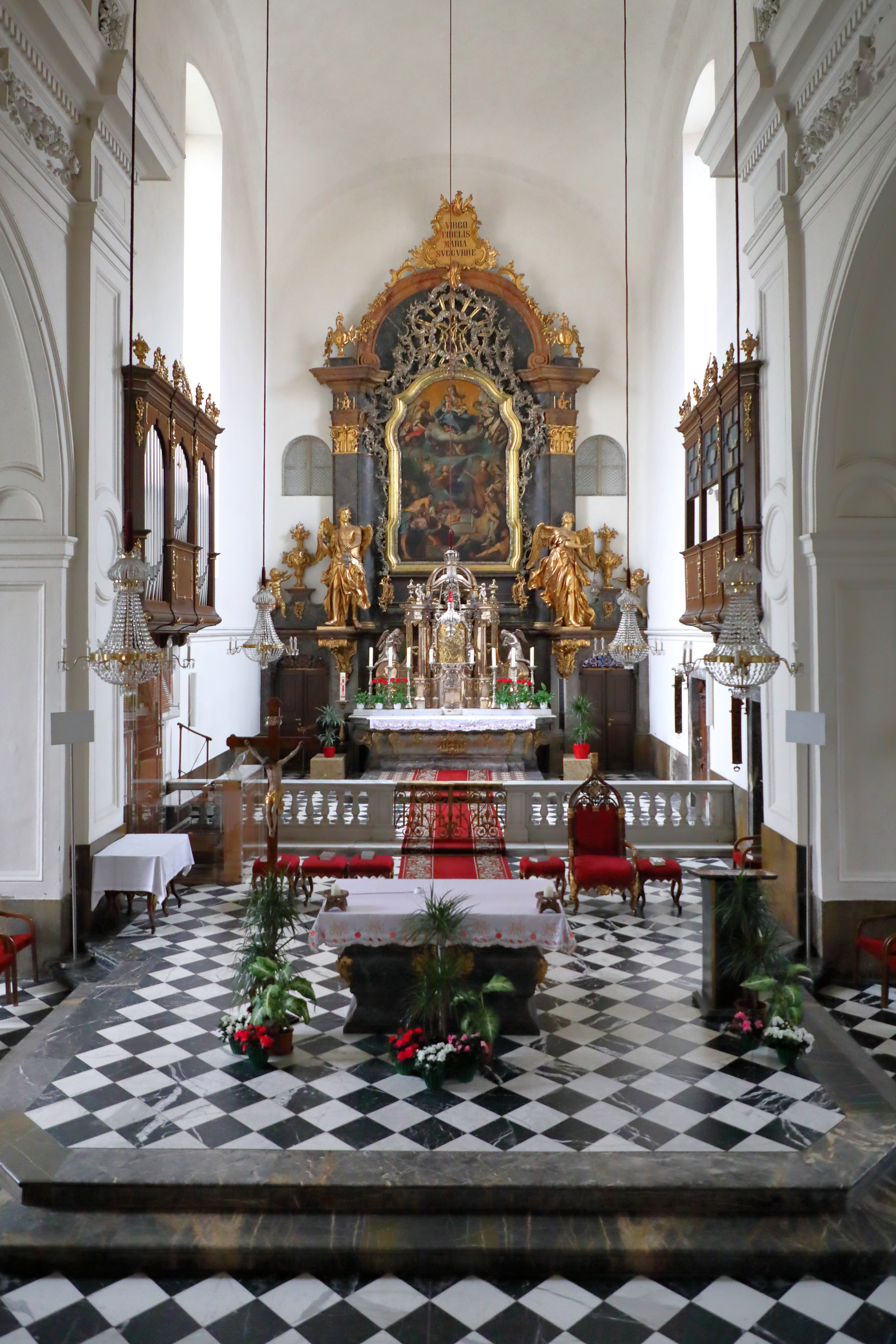
Blick zum Hochaltar mit dem Mariahilf-Gnadenbild

Im 13. Jahrhundert siedelten sich Brüder des 1210 von Franz von Assisi gegründeten Franziskanerordens (Ordo fratrum minorum – „Orden minderer Brüder“) in Graz auf dem Platz des heutigen Franziskanerklosters an. Seit sich die Mitglieder des Stammordens in Folge des Armutsstreits im Jahr 1517 in Konventualen (Ordo fratrum minorum conventualium, OFMConv, die heutigen „Minoriten“) und Observanten gespalten hatten (Ordo fratrum minorum, OFM, die heutigen „Franziskaner“; ihnen fiel das Kloster zu), gibt es Franziskaner und Minoriten.
Nachdem die Minoriten den Platz verlassen mussten, weil sie sich der neuen Regel nicht unterordnen wollten, fristeten sie eine Weile ein klägliches Dasein. Hilfe kam zuletzt in Form einer Schenkung Fürst Johann Ulrichs von Eggenberg, der ihnen ein neues Kloster erbaute, und auch Erzherzog Ferdinand von Innerösterreich, der spätere Kaiser Ferdinand II., scheint das Projekt unterstützt zu haben (wobei die Höhe das Beitrags ungewiss ist, vielleicht hat er keinen geleistet, da er den Eggenberger wenig später auch beim Bau der Katharinenkapelle mit Mausoleum um finanzielle Hilfe bat). So entstanden bald Kloster und Kirche am Mariahilfer Platz (im heutigen Bezirk Lend). Die 1607 nach Plänen des Barockarchitekten Giovanni Pietro de Pomis, einem Schüler Tintorettos, begonnene Kirche war 1611 fertiggestellt. Die Fassade erhielt sie (lt. Urkunde) allerdings erst im Jahr 1627, die mit Dreiecksgiebel und klassischer Tempelfront sehr von Palladio und der Architektur der Lombardei beeinflusst war.
Vermutlich war dieses Aussehen innerhalb der nächsten 100 Jahre unmodern geworden, denn in den 40er-Jahren des 18. Jahrhunderts erhielt Josef Hueber den Auftrag zum Umbau der Kirche (1742–1744). Konkret bat man ihn um Pläne zum Bau zweier vorgelagerter Glockentürme und einer Vorhalle. Das Bemerkenswerte dieser Türme sind die hohen Turmhelme mit gedrückten Zwiebeldächern und kuppelbekrönten Laternen. Die Sandsteinfiguren an der Fassade stammen von Philipp Jakob Straub (1740–1744). Zwischen den Säulen befinden sich in den Nischen Figuren der Ordensheiligen Franziskus von Assisi und Antonius von Padua, sowie über dem Mittelportal ein Mariahilf-Gnadenbild mit adorierenden Engeln (1740) und über dem Dreiecksgiebel Statuen der Erzengel Gabriel, Raphael und des den Teufel in die Tiefe stürzende Michael.
Eine frühere Pendentifkuppel über dem Presbyterium wurde ebenso wie die Stuckdekoration und die ehemaligen Deckenfresken von Josef Adam Mölk 1881 entfernt. Die Seccomalereien im Mittelschiff – Verkündigung an Maria, Geburt Christi, Kreuztragung Christi und Krönung Mariens – schuf Heinrich Schwach im letzten Viertel des 19. Jahrhunderts.

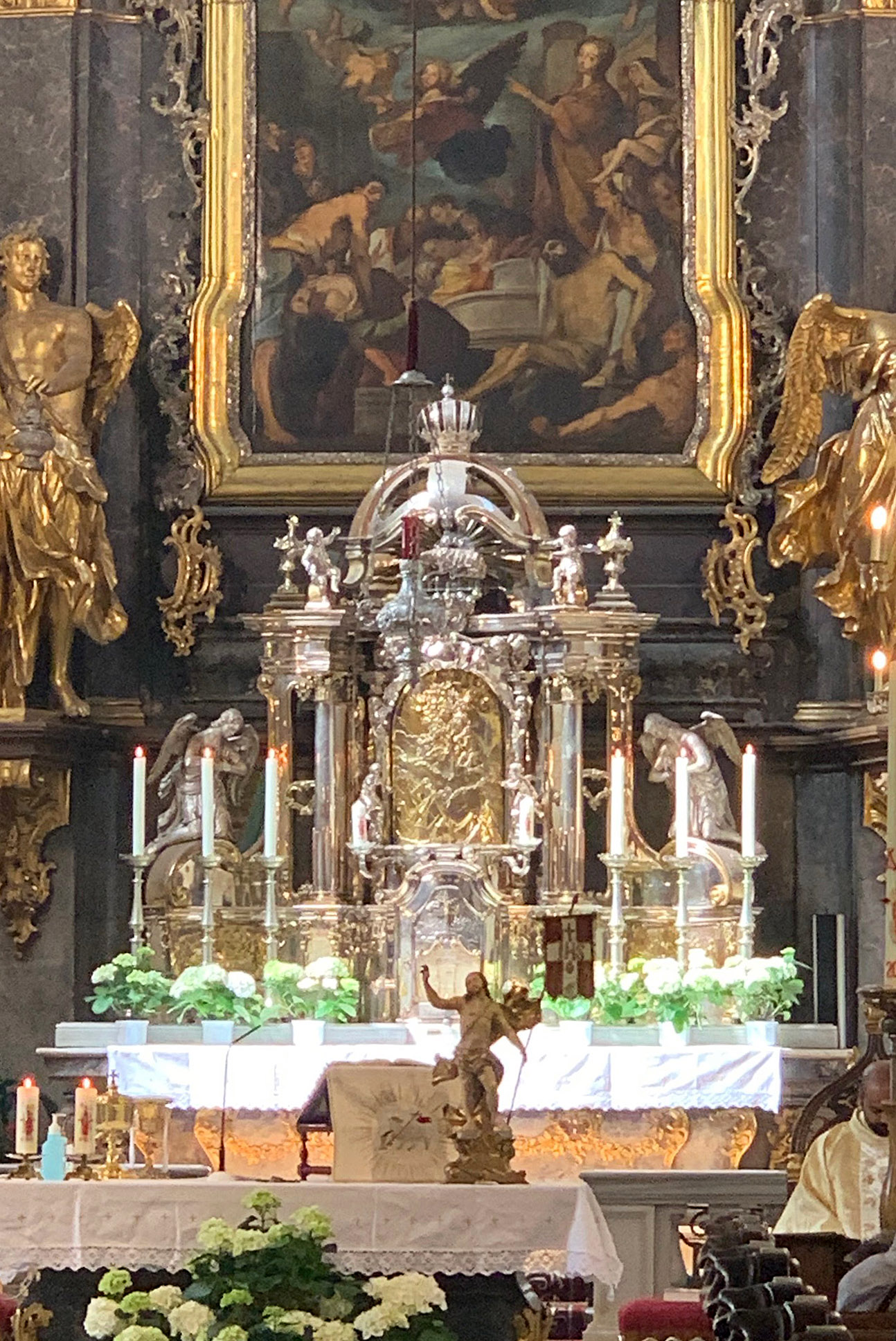
Tabernakel (1769) von Anton Römer (Entwurf Veit Königer)

Die ursprünglich reiche barocke Einrichtung wurde stark dezimiert. Der Hochaltar (vermutlich 1769) verfügt über ein besonders bemerkenswertes Mariahilf-Gnadenbild, das zu den populärsten Mariendarstellungen in der Steiermark zählt. Johannes Pietro de Pomis schuf und signierte es im Jahr MDCXI (1611). Es hat einen vorzüglichen Rahmen mit reicher Rocaillezier in Treibarbeit, den Anton Römer 1769 ebenso wie das prachtvolle Silber-Tabernakel nach einem Entwurf Veit Königers (1773) schuf.
Die Sakristei, erbaut 1636/37, verfügt über bemerkenswerte Régence-Gewölbestukkaturen, die Johann Cajetan Androy zugeschrieben werden. Die sogenannte Bonaventurakapelle (1635-1640) war die ehemalige kaiserlicheTaufkapelle. Die Gewölbestukkatur im Ohrmuschelstil stammt von Mattia Camin (1640). Der Altar ist aus Stuckmarmor gefertigt. Das Altarblatt, die hl Bonaventura darstellend, schuf Philipp Carl Laubmann (1778). Der barocke Taufstein stammt aus dem 17. Jahrhundert. Davor befindet sich die Gruft der Familie Triebenegg.
Südlich der Kirche befindet sich der Kreuzgang des frühbarocken Minoritenklosterbaus (1607–1636), an den die Schatzkammerkapelle (1769–1771) anschließt. In ihr konnten Wallfahrer Votivgaben hinterlegen, von denen sich aber keine erhalten hat. Die Einrichtung ist aus der Bauzeit. Von Joseph Adam von Mölck (1773) stammen das Deckenfresko und die Seccomalereien mit Darstellungen aus der Wallfahrtsgeschichte. Das Mariahilf-Gnadenbild am Altar aus dem dritten Viertel des 18. Jahrhunderts stammt vermutlich ebenfalls von Joseph Adam von Mölck.
Durch einen weitläufigen Hof gelangt man über eine repräsentative Treppe in das ehemalige Sommerrefektorium (den sogenannten Minoritensaal), einen der schönsten profanen Barockräume in Graz. Johann Seyfried von Eggenberg hat ihn gestiftet, er wurde ab 1691 von Joachim Carlone erbaut, die Innenausstattung allerdings erst 1732 vollendet. Bis 2022 wurde der Minoritensaal um rund sechs Millionen Euro sechs Jahre lang saniert.
2005 knickte oder brach der zentrale Pfahl aus Lärchenholz eines Turms. Strahlenkranz, Knauf und ein Stück des kupfergedeckten Turmhelms fielen auf den Vorplatz – ohne einen Menschen zu treffen. Daraufhin wurden nach Abheben des Strahlenkranzes vom zweiten Turm per Autokran beide Turmdächer renoviert, die vergoldeten Strahlenkränze (mit der Inschrift "MARIA") am Eisenstab wieder eingesetzt und parallel zum Hauptportal der Kirche ausgerichtet. Wenige Wochen danach verdrehten Windwirbel einen Kranz, einige Monate später auch den zweiten. Im Zuge einer Spendensammelaktion wurden etwa 4 cm dicke Scheiben des achteckigen Pfahls bemalt mit dem Umriss der Kirchenfront ausgegeben. Ein Stück mit 23 cm Durchmesser stammt etwa von der halben Höhe des Pfahls.
Das Innere und Äußere der Mariahilferkirche wurden um 2010/2020 aufwändig restauriert, ebenso das anschließende Minoritenkloster. Sein Säulengang wurde repariert, das Geschoß unter dem Festsaal neu aus Gastraum gestaltet.
Am Erntedanksonntag (29. September) 2019 wurden zwölf im selben Jahr bei Perner in Passau gegossene Glocken für ein neues Glockenspiel bei der Mariensäule am Lendplatz präsentiert.

## Orgeln

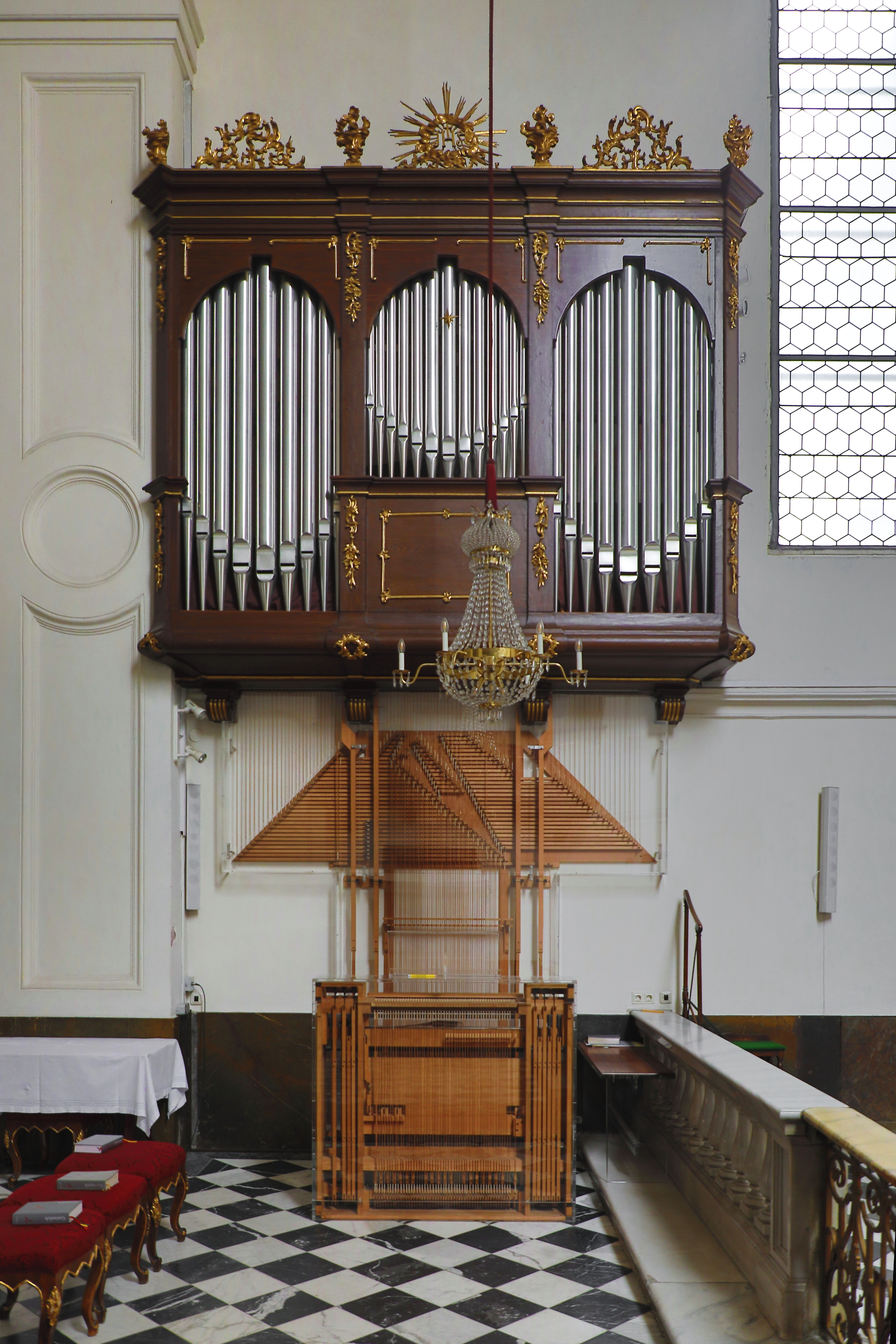
Chororgel mit dem verglasten Orgelunterteil

Die Hauptorgel auf der Empore wurde von der Firma Rieger aus Schwarzach/Vorarlberg gebaut und am 4. Dezember 1983 geweiht. Das Werk verfügt über 25 Register, verteilt auf zwei Manuale und Pedal.
Die Chororgel wurde im Zuge „Graz Kulturhauptstadt 2003“ von der Schweizer Firma Felsberg errichtet. Das Pfeifenwerk mit 559 Pfeifen wurde in das südliche Chororatorium eingefügt und der Orgelunterteil (Spieltisch und Spielmechanik) nach einer Idee des Grazer Künstlers Gustav Troger verglast, so dass er frei einsehbar ist. Die Orgel hat 10 Register, die auf ein Manual und Pedal aufgeteilt sind.

## Heutige Nutzung
Bis heute werden die Klostergebäude von Minoritenbrüdern bewohnt. Es beherbergt auch das Kulturzentrum bei den Minoriten, in dem Veranstaltungen aus den Bereichen Musik, Literatur und Bildende Kunst stattfinden.
Außerdem finden in der Schatzkammerkapelle des Klosters Gottesdienste der ukrainischen griechisch-katholischen Gemeinde, einer rom-unierten Gemeinde,
und der russisch-orthodoxen Kirchengemeinde zu Mariä Schutz in Graz, als ökumenische Beherbergung, statt.